# Silene eremitica
Silene eremitica är en nejlikväxtart som beskrevs av Pierre Edmond Boissier. Silene eremitica ingår i släktet glimmar, och familjen nejlikväxter. Inga underarter finns listade i Catalogue of Life.